# Mitologia mesopotâmica

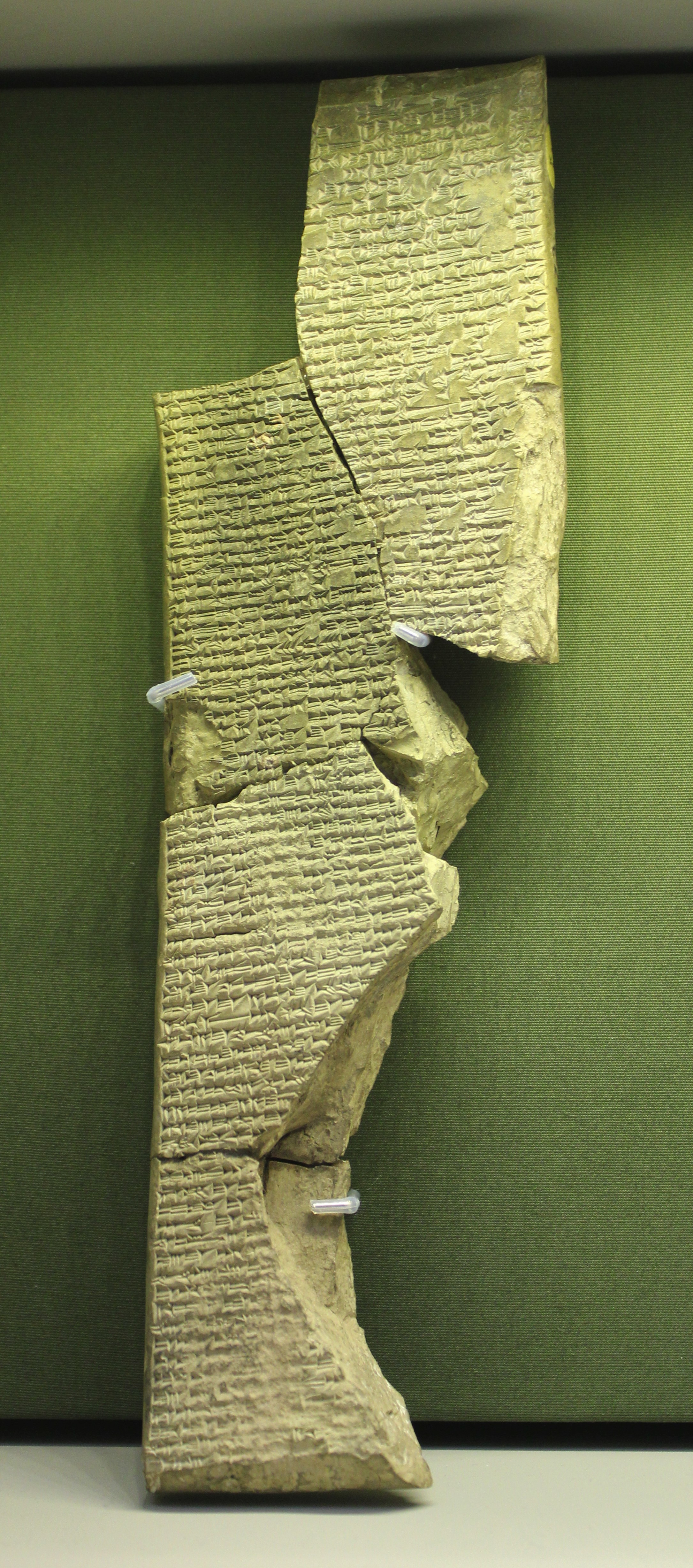
Fragmento de uma tabuinha do mito babilônico Enuma Elis, ou Epopéia da Criação. Desenterrado em Nínive, na "Biblioteca de Assurbanípal". Desde do século VII a.C., J.-C. K.3473.

A mitologia mesopotâmica é o nome coletivo dado às mitologias das civilizações mesopotâmicas anteriores à civilização persa: Suméria, Acádia, Assíria e Babilônia.
Os sumérios praticavam uma religião sincrética com uma multidão de deuses, demônios e espíritos que representavam forças naturais ou presenças no mundo, assim como a civilização grega faria mais tarde. Em suas crenças, eles estabelecem que os deuses originalmente criaram os seres humanos para se tornarem seus servos.
Muitas histórias na mitologia suméria precedem histórias semelhantes nas religiões do Oriente Médio. Por exemplo, o relato bíblico da criação do homem, bem como a narrativa do dilúvio universal e da arca de Noé. Os deuses sumérios têm aparências semelhantes na cultura acádia, cananeia e em outras culturas do Oriente Próximo.

## Dados históricos

Mapa da região da Mesopotâmia.

A Mesopotâmia, que é uma velha região que envolve a Assíria no norte e a Babilônia ao sul, é para muitos uma região nada familiar, mas tem alguns aspectos que são bem conhecidos na própria Bíblia: as glórias de Nínive e Babilônia, a natureza sanguinária dos assírios, a magia dos adivinhos babilônios, os ricos e poderosos comerciantes e o tipo de vida sensual e luxuoso. Os principais reis da Mesopotâmia eram Hamurabi, Nabucodonosor II, Tiglate-Pileser III, Assurbanípal e Senaqueribe.
Grandes relevos, atualmente exibidos no Museu Britânico e no Louvre, falam de vitórias, ordem e autoridade: mostram lutas, batalhas, guerras, cercos, carros de guerra e as esplêndidas caçadas aos leões. É possível citar também nos enormes relevos os guardiões, que são monumentos: touros e leões alados colossais, de cinco patas e imaculadamente encaracolados e arreados.

## Mitos

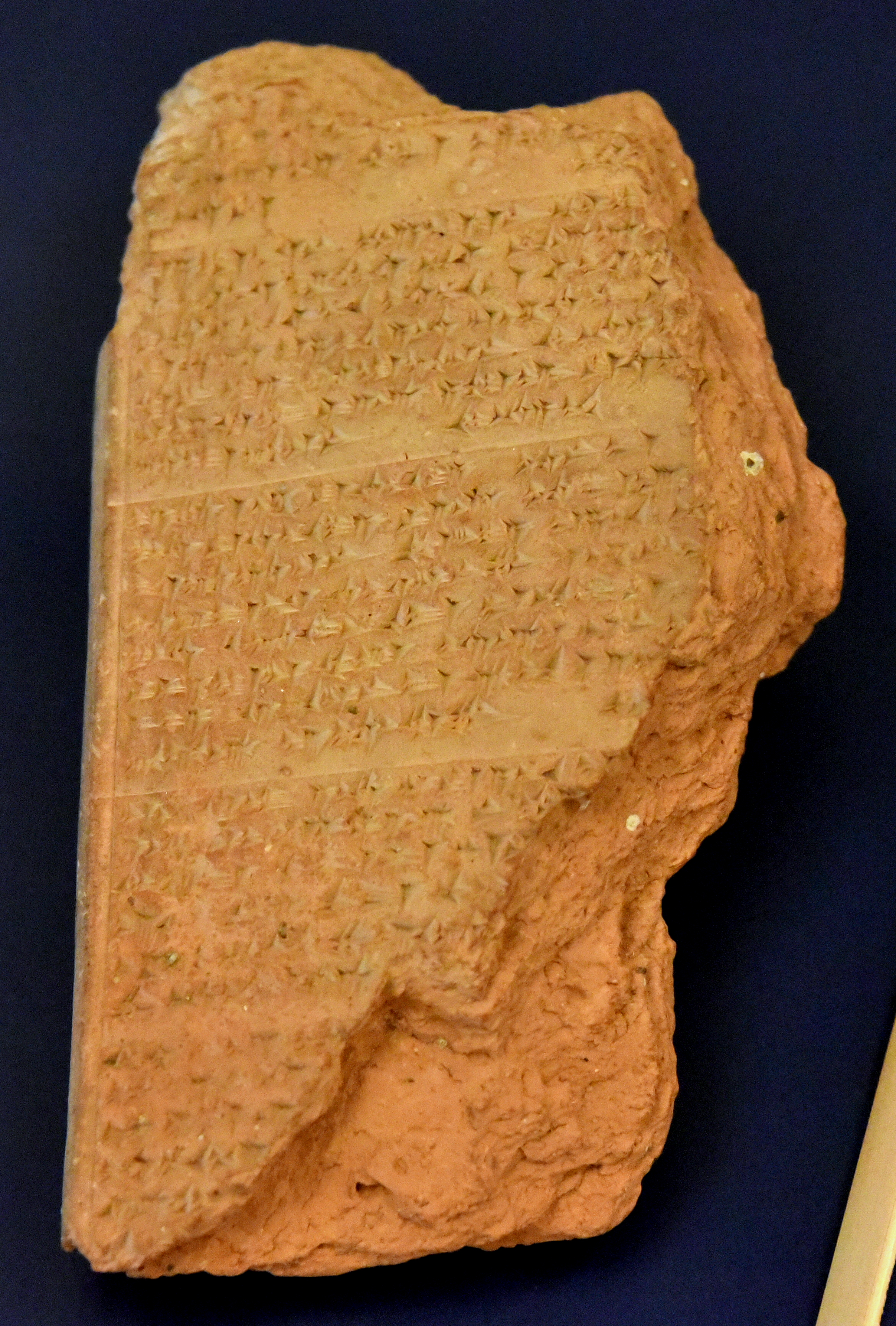
Inscrição cuneiforme que narra parte da Epopeia de Gilgamés. De Hatusa, na Turquia dos dias modernos. Desde o século XIII a.C.. Museus Estatais de Berlim e o Museu do Antigo Oriente Próximo.

- Epopeia de Gilgamés – Gilgamés, o herói semideus e rei de Uruque, vai, após a morte de seu companheiro e amigo Enquidu, buscar a vida eterna, uma caminhada que leva diretamente a Utnapistim, o único sobrevivente do grande dilúvio.[3]

- Atracasis – se refere a um dos mitos da Mesopotâmia com foco na criação da Terra e também ao personagem principal desse mito.[4] O mito possivelmente tem raízes assírias, já que uma versão fragmentada pode ter sido encontrada na biblioteca de Assurbanípal, embora as traduções permaneçam incertas. Sua versão sobrevivente mais completa foi registrada em acádio. O mito começa com humanos sendo criados pela deusa mãe Mami para aliviar a carga de trabalho dos deuses. Ela os fez de uma mistura de argila, carne e sangue de um deus morto. Mais tarde na história, porém, o deus Enlil tenta controlar a superpopulação de humanos por meio de vários métodos, incluindo fome, seca e, finalmente, uma grande inundação. A humanidade é salva por Atracasis, que foi avisado do dilúvio pelo deus Enqui e construiu um barco para escapar das águas, eventualmente aplacando os deuses com sacrifícios.[4]
- Mito da Criação Suméria – Na epopeia da Criação, trata-se dos conhecimentos sobre o mundo e a construção da grande cidade da Babilônia debaixo da proteção de seu deus Marduque.[3]
- Mito de Adapa – A história gira em torno de Adapa, que era um cidadão sumério abençoado pelo deus Enqui com inteligência incomensurável. No entanto, um dia Adapa foi jogado no mar pelo vento sul e, furioso, quebrou as asas do vento sul para que ele não pudesse mais soprar. Adapa foi convocado para ser julgado por Anu e, antes de partir, Enqui o advertiu para não comer ou beber nada que lhe fosse oferecido. No entanto, Anu mudou de ideia quando percebeu o quão inteligente Adapa era, e ofereceu-lhe a comida da imortalidade, que Adapa, obediente a Enqui, recusou. Essa história é usada como explicação para a mortalidade da humanidade, está associada à narrativa da queda do homem que também está presente no Cristianismo.[5]

- A Descida de Inana ao Submundo –  O mito diz sobre a descida da deusa Inana a Cur pra visitar sua irmã Eresquigal, a rainha dos mortos, onde quase a deusa da fertilidade não pode regressar.[3]
- Enuma Elis – Enuma Elis é um mito da criação da Babilônia com uma composição pouco clara, embora possivelmente remonte à Idade do Bronze. Esta peça foi pensada para ser recitada em um ritual de celebração do ano novo da Babilônia. Ele narra o nascimento dos deuses, do mundo e do homem, cujo propósito era servir aos deuses e aliviar sua carga de trabalho.[4] O foco da narrativa é elogiar Marduque, o deus patrono da Babilônia, que criou o mundo, o calendário e a humanidade.